# Россия молодая (молодёжное движение)
Движение «Россия молодая» (Румол) — всероссийское проправительственное молодёжное общественное движение, существовавшее в 2005—2017 годах. Идеология движения — гражданский национализм. Движение известно митингами протеста у иностранных посольств, политическими уличными акциями, физическими нападениями на политических оппонентов, лидер Максим Мищенко.

## История
Организация создана в апреле 2005 года группой студентов и аспирантов Московского государственного технического университета имени Баумана. В манифесте движения говорилось, что его деятельность направлена против «западной экспансии, терроризма и коррупции».
В марте 2009 года Максим Мищенко заявил, что движение сосредоточится на других направлениях: на борьбе с сектами сайентологов, продаже подросткам алкоголя, наркомании. Также «Россия молодая» взяла на себя инициативу по донорству, помощи детским домам, помощи студентам. Помимо этого — курирует инновационный центр «И5». Максим Мищенко сказал, что «после выборов президента основной враг ослабил своё влияние, теперь США не будут использовать „оранжевые“ технологии, вмешиваясь в дела нашей страны. А нам надо готовиться к мирной жизни и перераспределить ресурсы».
В 2010—2011 годах августа движение проводило для своих активистов и сторонников закрытый молодёжный образовательный лагерь «ОСТРОВ», место проведения: в 2010 году Костромская область, Горьковское водохранилище, 500 км от Москвы и в 2011 году Абхазия, побережье Чёрного моря.
Движение сотрудничало с различными организациями на территории Украины: Всеукраинское молодёжное Движение «Украина Молодая», «Донбасская Русь», Центром русской культуры «Рось»…. На территории Приднестровской Молдавской республики: Молодёжным спортивно-патриотическим клубом «Лутич». На территории Молдовы: «Лига Русской Молодёжи». На территории Эстонии: «Молодое Слово» (организация молодых российских соотечественников).

## Акции движения
- «Донорство» — акция по сбору донорской крови. По замыслу организаторов должна проводиться на Триумфальной площади в Москве каждый последний день месяца. Автор проекта, Максим Мищенко, пояснил агентству РИА Новости: «Мы проводили и будем проводить донорские акции на Триумфальной площади каждый последний день месяца — будь то 31 число, или 30, или 28 или 29 февраля»[6].

Донорскую акцию поддерживал «Российский Красный Крест». По словам очевидцев, на акцию по сбору крови пропускали только по заранее составленным спискам, и тех, кого в списках не было, милиция не пустила.
Движение проводило многочисленные акции и мероприятия по различным тематикам:
- антинаркотические мероприятия (создан антинаркотический спецназ),
- против продажи табака и спиртного несовершеннолетним,
- детские дома,
- инновационный центр И5,
- Александр Кашин (инвалид из Владивостока, которого в 1998 году сбил на машине американский консул Даглас Кент),
- выездные тренинги для студентов различных вузов.
- международные мероприятия